# Аліна (фільм)
«Аліна» («Alina») — італійська кінодрама 1950 року, знятий режисером Джорджо Пастіною, з Джиною Лоллобриджидою у головній ролі.

## Сюжет
Непросте життя італійського села, що загубилося у вічних снігах, історія виживання людей у важких життєвих умовах. Красуня Джина Лоллобриджида втілила образ сильної і доброчесної жінки, яку обставини ставлять на шлях криміналу, змушуючи займатися контрабандою для того, щоб заробити на шматок хліба собі та своєму літньому хворому чоловікові. Їй доведеться пережити складні випробування, пов'язані не тільки з перетином кордону, а й з людьми, що володіють не найкращими людськими якостями. Ставши на цей шлях, героїня зустрічає чоловіка, який допоможе їй і подасть руку в скрутну хвилину. Велика частина картини знята на тлі красивої гірської природи Італії.

## У ролях
- Джина Лоллобриджида — Аліна
- Амедео Наццарі — Джованні
- Отелло Тозо — Марко
- Камілло Пілотто — Андреа
- Хуан де Ланда — Люсьєн
- Оскар Андріані — Бертоліно
- Ніно Кавальєрі — Джуліо
- Доріс Даулінг — Марія
- Джемма Болоньєзі — літня багачка за рулеткою
- Френк Колсон — американець
- Августо Ді Джованні — бригадир
- Сільвіо Ното — аптекар
- Джанні Гуарньєрі — шанувальник Аліни на танцях
- Лауро Гадзоло — Паоло
- Вітторіо Андре — чоловік із моноклем
- Мірко Байоккі — чоловік у казино
- Марко Вікаріо — молодий чоловік за рулеткою
- Арістід Катоні — гравець у покер
- Терцо Моначезі — гравець у казино

## Знімальна група
- Режисер — Джорджо Пастіна
- Сценаристи — Карло Дузе, Джорджо Пастіна
- Оператор — Тоніно Деллі Коллі
- Композитор — Франка Касавола
- Художник — Арріго Екуїні
- Продюсер — Арріго Атті